# 罗龙
罗龙（1956年—），男，中华人民共和国学者、政治人物，曾任南宁市人民政府副市长，中国致公党中央委员会常务委员、广西壮族自治区委员会副主任委员，第九届全国政协委员。